# Otto Abetz
Otto Abetz (Schwetzingen, 26 de maio de 1903 — Langenfeld, 5 de maio de 1958) foi o embaixador da Alemanha Nazista na França de Vichy durante a Segunda Guerra Mundial.
Abetz era professor de artes numa escola de moças, interessado na cultura francesa desde muito jovem, o que o levou a criar um grupo de estudos franco-alemão para jovens em sua cidade. Ardente francófilo, casou-se com a francesa Susanne de Bruyker em 1932, numa época em que politicamente podia ser definido como um pacifista de esquerda. Suas tendências políticas mudaram nos primeiros anos de governo nazista na Alemanha, o que o fez se filiar ao Partido Nazista em 1937, quando se candidatou ao serviço diplomático alemão.
Residente na França por ocasião da declaração de guerra em setembro de 1939, Abetz foi deportado de volta à Alemanha e acompanhou Adolf Hitler a Varsóvia após a queda da Polônia.
Com a invasão nazista da França em maio de 1940 e a subsequente rendição francesa que separou o país em duas zonas, a ocupada pelos alemães e a zona livre de Vichy, governada por franceses leais e submissos ao governo alemão, Abetz foi designado embaixador alemão em Paris por Joachim von Ribbentrop, o chanceler da Alemanha.

## Embaixador
Após a diretiva de Hitler de 30 de junho sob propriedades de guerra, Abetz foi incumbido por Ribbentrop de “proteger” as obras de arte francesas públicas e privadas, especialmente as pertencentes a judeus. Ele cumpriu sua tarefa com entusiasmo, abarrotando a embaixada alemã de preciosidades de cultura francesa. O governo do Marechal Pétain protestou contra os confiscos de Abetz, mas de nada adiantou. No fim de outubro o espaço do Louvre estava tão cheio de material confiscado que foi necessário achar um lugar com mais espaço para depósito das obras “protegidas”.
Em novembro de 1940 foi nomeado embaixador na França de Vichy, posto que ocupou até o começo da retirada alemã da França em 1944. Como embaixador, ele se tornou o conselheiro da administração militar alemã em Paris e responsável pelos acordos e negócios com o governo de Vichy. Seu objetivo principal era assegurar a colaboração dos franceses em todas as áreas. Foi o responsável por todas as negociações políticas com Pierre Laval e tinha uma influência catalisadora sobre toda a sociedade, as artes, industria, educação e propaganda na França, função para a qual ele montou uma grande equipe de jornalistas e acadêmicos. A embaixada teoricamente era responsável por todas as questões políticas na França ocupada e não-ocupada, o que incluía as operações da SD, da Gestapo e da polícia. Como membro militante do Partido Nazista com a patente de SS-Standartenführer , iniciou medidas anti-judaicas, fazendo campanha e tomando providências para que judeus sem teto fossem deportados do país.
Após a ocupação de Vichy pelas tropas nazistas em novembro de 1942, a influência da diplomacia alemã tornou-se mínima com o comando da França sendo exercido completamente pelos militares. Abetz caiu em desgraça, passando quase um ano sem contato com o ministro das relações exteriores ou com o Führer até ser chamado de volta à Alemanha em setembro de 1944 com a retirada das tropas alemães devido ao avanço Aliado na França.

## Prisão e morte
Capturado pelos Aliados em 1945, ele passou quatro anos preso até ser condenado a vinte anos de prisão por uma corte francesa em julho de 1949 por crimes de guerra, principalmente por seu papel na deportação dos judeus franceses para campos de extermínio na Polônia. Após realizar apelos à Corte Internacional de Justiça em Haia em 1952, Otto Abetz foi libertado da prisão de Loos no dia 17 de abril de 1954. 
Porém, após conseguir a liberdade ele teve pouco tempo de vida. Morreu no dia 5 de maio de 1958, num acidente numa autoestrada alemã nas vizinhanças de Langenfeld. À época de sua morte, houve grande especulação de que ela teria sido encomendada como vingança por suas atividades na França durante a guerra, mas nada foi oficialmente provado.